# Tenis stołowy na Letnich Igrzyskach Olimpijskich 1988

## Mężczyźni

### Singiel
| Lp. | Państwo          | Zawodnik    |
| --- | ---------------- | ----------- |
| 1   | Korea Południowa | Yoo Nam-kyu |
| 2   | Korea Południowa | Kim Ki-taek |
| 3   | Szwecja          | Erik Lindh  |

### Debel
| Lp. | Państwo          | Zawodnicy                      |
| --- | ---------------- | ------------------------------ |
| 1   | Chiny            | Chen Longcan Wei Qingguang     |
| 2   | Jugosławia       | Ilija Lupulesku Zoran Primorac |
| 3   | Korea Południowa | Ahn Jae-hyung Yoo Nam-kyu      |

## Kobiety

### Singiel
| Lp. | Państwo | Zawodniczka |
| --- | ------- | ----------- |
| 1   | Chiny   | Chen Jing   |
| 2   | Chiny   | Li Huifen   |
| 3   | Chiny   | Jiao Zhimin |

### Debel
| Lp. | Państwo          | Zawodniczki                   |
| --- | ---------------- | ----------------------------- |
| 1   | Korea Południowa | Hyun Jung-hwa Yang Young-ja   |
| 2   | Chiny            | Chen Jing Jiao Zhimin         |
| 3   | Jugosławia       | Jasna Fazlić Gordana Perkučin |